# 1843 a tudományban
Az 1843. év a tudományban és a technikában.

## Publikációk
- Mihálka Antal: A jegeczisme elemei (Pest). Az első magyar nyelvű kristálytan (Gustav Rose művének fordítása)[1]

## Születések
- január 25. – Hermann Amandus Schwarz német matematikus († 1921)
- április 21. – Walther Flemming német biológus († 1905)
- június 5. – Samuel Garman amerikai természettudós, zoológus, herpetológus és ichthiológus († 1927)
- szeptember 9. – Oscar Montelius svéd történész és régész († 1921)
- november 8. – Moritz Pasch német matematikus († 1930)
- december 11. – Robert Koch orvosi és fiziológiai Nobel-díjas német bakteriológus, a korszerű tudományos bakteriológia megalapítója († 1910)

## Halálozások
- június 17. – Johann Natterer osztrák zoológus, természettudós és felfedező (* 1787)
- július 2. – Samuel Hahnemann német orvos, a homeopátia rendszerének kidolgozója (* 1755)
- szeptember 19. – Gaspard-Gustave Coriolis francia matematikus, mérnök, nevét a fizikában a Coriolis-erő jelensége őrzi (* 1792)
- december 27. – Mathieu de Dombasle francia gazda, gazdasági szakíró (* 1777)